# Rockit (chanson)
Pour les articles homonymes, voir Rockit.
Singles de Herbie Hancock
Gettin' to the Good Part
(1982) Autodrive
(1983)
Rockit est un single instrumental d'Herbie Hancock, extrait de l'album Future Shock, sorti en 1983 et produit par Material, le groupe de Bill Laswell et Michael Beinhorn, chez Columbia Records. Herbie Hancock y joue du synthétiseur, et le DJ Grand Mixer DXT des scratch. C'est un mélange de funk, de hip-hop et d'electro. Il est certifié disque d'or par la RIAA.
Rockit est accompagné d'un vidéoclip réalisé par Kevin Godley et Lol Creme du groupe 10cc. Ce clip remporte plusieurs prix aux MTV Video Music Awards en 1984. La chanson reçoit le Grammy Award de la « meilleure prestation RnB instrumentale ».

## Développement
Au BC Studio de Brooklyn, Beinhorn utilise la nouvelle boîte à rythmes Oberheim DMX pour établir un rythme de base, et Laswell fait appel à Daniel Ponce pour y ajouter avec des percussions batá afro-cubaines. Grand Mixer DXT, alias D.ST, arrive en studio avec deux autres DJ de son groupe Infinity Rappers pour scratcher sur le morceau, apportant ses propres vinyles dont Change the Beat de Fab Five Freddy. La voix du manageur Roger Trilling disant « Ahhh! This stuff is really fresh » est enregistrée et passée au vocodeur. 
Après y avoir ajouté quelques sons supplémentaires, en particulier une note de guitare tirée d'une chanson de Led Zeppelin sur l'album Coda, Bill Laswell et Martin Bisi apportent la bande aux RPM Studios de Greenwich Village pour qu'Herbie Hancock y joue sa partie sur trois synthétiseurs différents en même temps. Laswell et Beinhorn samplent ensuite les paroles « Rock it, don't stop it » du morceau Planet Rock d'Afrika Bambaataa and the Soulsonic Force, apportant le titre Rockit au morceau. Une dernière session d'enregistrement est organisée dans les  studios Eldorado et Vine, à Hollywood, Los Angeles. D.ST s'envole depuis New York avec Grandmaster Caz afin d'y ajouter de nouveaux scratches.

## Musiciens
- Herbie Hancock – synthétiseurs
- Bill Laswell – samples
- Michael Beinhorn – boîte à rythmes, Minimoog, vocodeur
- Daniel Ponce – batás
- D.ST – turntablism
- Mr. C (Infinity Rappers) – turntablism additionnel
- Boo-Ski (Infinity Rappers) – turntablism additionnel
- Grandmaster Caz – turntablism additionnel
- Martin Bisi – ingénieur du son à New York
- Dave Jerden - ingénieur du son et mix final à Los Angeles

## Classements

### Classements hebdomadaires
| Classement (1983–1984)                 | Meilleure position |
| -------------------------------------- | ------------------ |
| Allemagne (Media Control AG)           | 6                  |
| Australie (Kent Music Report)          | 16                 |
| Autriche (Ö3 Austria Top 40)           | 7                  |
| Belgique (Flandre Ultratop 50 Singles) | 4                  |
| Canada (Top Singles)                   | 9                  |
| États-Unis (Billboard Hot 100)         | 71                 |
| États-Unis (Cash Box)                  | 64                 |
| États-Unis (Hot Black Singles)         | 6                  |
| États-Unis (Hot Dance Club Play)       | 1                  |
| France (IFOP)                          | 9                  |
| Irlande (IRMA)                         | 13                 |
| Nouvelle-Zélande (RMNZ)                | 7                  |
| Pays-Bas (Nederlandse Top 40)          | 8                  |
| Pays-Bas (Single Top 100)              | 7                  |
| Royaume-Uni (UK Singles Chart)         | 8                  |
| Suède (Sverigetopplistan)              | 10                 |
| Suisse (Schweizer Hitparade)           | 4                  |

### Classements annuels
| Classement (1983)              | Meilleure position |
| ------------------------------ | ------------------ |
| Belgique (Flandre Ultratop 50) | 67                 |

| Classement (1984)             | Meilleure position |
| ----------------------------- | ------------------ |
| Australie (Kent Music Report) | 71                 |
| Canada (Top 100 Singles)      | 77                 |
| France (IFOP)                 | 48                 |